# Anopheles caroni
Anopheles caroni este o specie de țânțari din genul Anopheles, descrisă de Adam în anul 1961.
Este endemică în Congo. Conform Catalogue of Life specia Anopheles caroni nu are subspecii cunoscute.